# Kotabal, Ron
Kotabal là một làng thuộc tehsil Ron, huyện Gadag, bang Karnataka, Ấn Độ.